# Sinomacrops
Sinomacrops – rodzaj pterozaura z rodziny Anurognathidae.

## Etymologia
Rodzajowi nadano nazwę Sinomacrops. Nazwę tę ukuto ze starogreckich słów oznaczających Chiny (sino), duży (macro) i twarz (ops). Badacze pragnęli w ten sposób odwołać się do chińskiego pochodzenia gatunku typowego oraz do dużych oczu i szerokich twarzy anurognatów. Rzeczony gatunek otrzymał nazwę Sinomacrops bondei, epitet gatunkowy czerpiąc od nazwiska paleontologa nazwiskiem Niels Bonde, w którym kreatorzy nowego taksonu widzieli inspirację swej pracy. Ponadto do rodzaju przeniesiono jeszcze drugi gatunek, noszący wcześniej nazwę Batrachognathus volans.

## Opis
Skamieniałości nieznanego jeszcze zwierzęcia znaleziono w Chinach, na terenie dzielnicy Mentougou w mieście wydzielonym Pekin. Spoczywały wśród wulkanicznych skał zaliczanej do basenu sedymentacyjnego Chengde formacji Tiaojishan, którą datuje się na przełom jury środkowej i późnej. Skały te dostarczały już wcześniej skamieniałości pterozaurów, dinozaurów i ssaków, ale też płazów ogoniastych i owadów.
Znaleziony okaz skatalogowano jako JPM-2012-001 i poddano tomografii komputerowej. Badanie szczątków ujawniło niespotykaną wcześniej kombinację cech, jak redukcja grzebienia naramienno-piersiowego, prawie prostokątnego kształtu, zaokrąglony grzebień łokciowy tej samej kości, wśród synapomorfii wymieniono również stosunki długości między kośćmi.
Zwierzę zaliczono do rodziny Anurognathidae, definiowanej jako klad typu node obejmujący potomków ostatniego wspólnego przodka Anurognathus ammoni i Batrachognathus volans bądź jako klad typu branch o definicji Anurognathus - Dimorphodon - Pterodactylus - Scaphognathus. W obrębie tej rodziny zwierzę zaliczono do podrodziny Batrachognathinae. Obejmuje ona wszystkie taksony bliższe Batrachognathus volans niż Anurognathus ammoni.